# Sidney Dufresne
Pour les articles homonymes, voir Dufresne.
Sidney Dufresne, né le 12 avril 1986, est un cavalier français de concours complet.
Il est médaillé de bronze par équipes aux Jeux équestres mondiaux de 2018.